# Catasetum tenebrosum
Catasetum tenebrosum es una especie de orquídea epífita o litófita. Esta especie es originaria de Sudamérica.

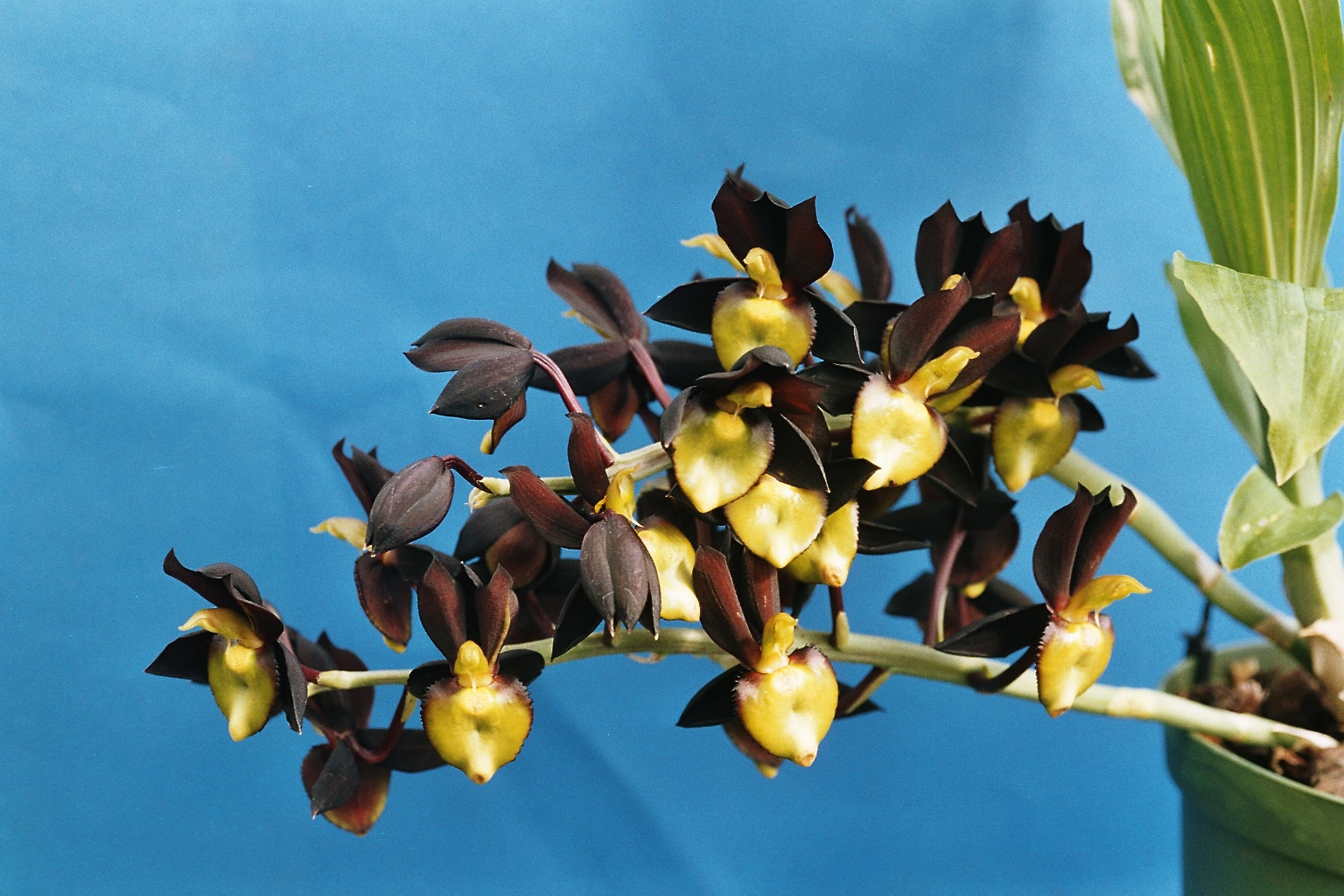
Inflorescencia

## Descripción
Es una orquídea de mediano tamaño, epífita o litófita con varios pseudobulbos envueltos basalmente por varias vainas foliáceas dísticas, que llevan 6-8 hojas plegadas y delgadas y lanceoladas. Florece desde la primavera hasta el otoño en una inflorescencia racemosa suberecta de 20 cm de largo, que surge de un pseudobulbo de reciente formación, con 3 a 8 flores femeninas o de 11 a 17 flores masculinas. Esta especie tiene que estar en la sombra ligera a moderada para asegurar las flores masculinas y mantenerse más secas, pero no requiere un reposo prolongado.

## Distribución
Se encuentra  en Venezuela, Colombia, Ecuador y Perú  en alturas de 500 a 1800 metros en los bosques ribereños en terreno montañoso, a pleno sol o en las rocas y cantos rodados debajo de ellos.

## Taxonomía
Catasetum saccatum fue descrito por The Gardeners' Chronicle & Agricultural Gazette 48: 229. 1910.
Etimología
Ver: Catasetum

tenebrosum: epíteto latino que significa "oscuro, tenebroso".
Sinonimia
- Catasetum tenebrosum f. smaragdinum D.E.Benn., Christenson & Collantes 1999[4]